# Guldmjölk
Guldmjölk eller guldte är en dryck bestående av varm havremjölk eller kokosmjölk, med eller utan hett vatten, och med en kryddblandning bestående av främst gurkmeja som ger den dess gyllene utseende. Kryddblandningen består utöver gurkmeja ofta av kardemumma och ingefära; ofta ingår också honung även om somliga föredrar den utan.